# Prix Narcisse-Michaut
Le prix Narcisse-Michaut, de la fondation du même nom, est un ancien prix biennal de littérature, créé en 1892 par l'Académie française et « destiné à l’auteur du meilleur ouvrage de littérature française ».

## À propos de Narcisse Michaut
Il s'agit d'un jeune auteur, lauréat d'un prix d'éloquence, le Prix du Budget de l'Académie française en 1878 pour son Éloge de Buffon paru aux Éditions Hachette.
Licencié en droit, docteur ès lettres, il est mort de maladie à trente-deux ans. Lors de la séance publique du jeudi 2 août 1878 présidée par Camille Doucet, où Narcisse Michaut fut honoré de son prix d'éloquence, l'Académie a confié à ses parents une couronne à déposer sur sa tombe.

## Liste des lauréats
- 1895 : Valérie Feuillet pour Quelques années de ma vie
- 1897 : 
  - Émile Bourgeois pour Le Grand Siècle
  - Paul Guiraud pour Fustel de Coulanges
- 1899 : 
  - Hippolyte Parigot (1861-1948) pour Le Drame d’Alexandre Dumas
  - Henri Potez pour L'Élégie en France avant le romantisme (1778-1829)
- 1901 : 
  - Victor-Eugène Ardouin-Dumazet
  - Louis Ducros (1846-1927) pour Les Encyclopédistes
  - Eugène Gilbert (1864-1919) pour Le Roman en France pendant le XIXe siècle
  - Abbé Léopold Pauthe (1835-....) pour Bourdaloue
- 1903 : Adolphe Brisson pour La Publication du Journal de jeunesse de Francisque Sarcey (1839-1857)
- 1905 : Maurice Paléologue
- 1907 : Gustave Lanson pour Voltaire
- 1909 : Henry Bordeaux pour l'ensemble de son œuvre
- 1911 : Paul Renaudin pour Ce qui demeure
- 1913 : Paul Claudel pour L'Annonce faite à Marie
- 1915 : Louis Codet
- 1917 : Aristide Marie (1862-1938) pour Gérard de Nerval, le poète et l’œuvre
- 1919 : Eugène Lintilhac pour Histoire générale du théâtre en France
- 1921 : Edmond Buat pour Ludendorff
- 1923 : 
  - Louis Ducros (1846-1927) pour La Société française au XVIIIe siècle
  - Maurice Gauchez pour Histoire des lettres françaises de Belgique
  - Albert Pauphilet pour Études sur la Queste del Saint Graal
- 1925 : Marc Citoleux (1870-1937) pour Alfred de Vigny
- 1927 : 
  - Abbé Jean Jacquard pour La Correspondance de l’abbé Trublet
  - Mme Wladimir Karénine (1862-1942) pour George Sand, sa vie et ses œuvres (1804-1876)
  - Louis Latzarus pour La Vie paresseuse de Rivarol
  - Paul Tisseau (1874-197.?) pour La Marquise de Créqui
- 1929 : 
  - Jean Calvet pour Les Types universels dans la littérature française
  - Georges Doutrepont pour Les Types populaires de la littérature française
  - Henri Jacoubet pour Le Genre troubadour et les Origines françaises du romantisme
  - Pierre Richard pour Une terre inspirée
  - Mlle Enid Starkie (1897-1970) pour Les Sources du lyrisme dans la poésie d’Émile Verhaeren
- 1931 : 
  - Jacques-Napoléon Faure-Biguet pour Gobineau
  - Pierre Richard pour La Vie de Vauvenargues
- 1935 : Joseph Aynard (1875-1946) pour La Bourgeoisie française
- 1937 : Marc Citoleux (1870-1937) pour Le Vrai Montaigne
- 1939 : Georges Lote pour La Vie et l'Œuvre de François Rabelais
- 1943 : Abbé Yves Courtonne pour Saint Basile et l'Hellénisme
- 1945 : Floris Delattre pour La Personnalité d'Auguste Angelier
- 1947 : Jean Allary pour Le Silence et les Tambours
- 1949 : Michel Robida pour Chateaubriand
- 1951 : 
  - Georges Couton pour La Vieillesse de Corneille
  - Martial Piéchaud pour Ainsi vécut Chateaubriand
- 1955 : René Fromilhague pour Malherbe
- 1957 : Pierre Suire (1911-1999) pour Le Tourment de Péguy
- 1959 : Pierre de Boisdeffre pour Une histoire vivante de la Littérature d’aujourd’hui
- 1961 : 
  - Yves Le Hir (1919-2005) pour Rhétorique et stylistique
  - Pierre Moreau (1895-1972) pour La Critique littéraire en France
  - Jean Mourot (1914-1984) pour Le Génie d'un style, Chateaubriand
- 1965 : Pierre Albouy (1920-1974) pour La Création mythologique chez Victor Hugo
- 1969 : Maurice Métral pour La Clairière aux pendus
- 1971 : Raymond Picard pour Génie de la Littérature française (1600-1800)
- 1975 : Mireille Marc-Lipiansky (1934-....) pour La Naissance du monde proustien dans Jean Santeuil
- 1977 : 
  - Jean-Marie Chartry D'Heur (1937-....) pour Troubadours d’Oc et troubadours Galiciens-portugais
  - Alain Niderst (1938-....) pour Madeleine de Scudéry, Paul Pellisson, et leur monde
- 1979 : Jacques Brenner pour Histoire de la littérature française de 1940 à nos jours
- 1983 : Guy-Claude Balmir pour Du chant au poème
- 1987 : Michel Aurillac pour Le Royaume oublié
- 1989 : Josiane Nespoulous-Neuville (d) (1930-....) pour Léopold Sédar Senghor, de la tradition à l’universalisme